# 角卫

一类典型美式足球站位，蓝色X的cornerback为角卫。

角卫（英語：cornerback，缩写CB）是美式足球与加拿大式足球的防守组位置之一，通常站位于防守阵型的最外侧，主要负责对位防守攻方外接手。角卫和安全卫属于防守二线。

## 能力
与ESPN合作的球探网站Scouts Inc.使用如下维度来评估角卫能力：
- 人盯人防守：包括跑动灵活度、转身速度、倒退跑（backpedal）能力、加速度
- 區域聯防：包括防守覆盖面、深远后场表现、整体意识和直觉
- 接近速度：即角卫是否能快速接近可能的攻方接球员，是否能在空中完成抄截
- 重点阅读：即角卫是否能对准确阅读攻方四分卫的意图，是否能站到正确的位置上
- 横向追击：横向跑动拦截能力
- 擒抱：动作是否干净，使用哪种技术进行擒抱，是否符合规则
- 阻止传球完成（pass drop）：以各种方式阻止攻方完成传球连线
- 防守传球覆盖：在不同战术中，在自己负责区域防守传球

## 评估
体育数据分析网站Pro Football Focus主要综合如下指标来给角卫评分：
- 参与防守次数
- 攻方向其防守对象传球次数（targets）[3]
- 攻方向其防守对象传球成功次数
- 攻方方向其防守对象传球未完成次数
- 攻方在其防守下推进码数
- 攻方在其防守下达阵次数
- 抄截次数

## 球员举例
一些知名的角卫有：
- 赫布·阿德利（英语：Herb Adderley），3次超级碗冠军，入选职业橄榄球名人堂（英语：Pro Football Hall of Fame）。[4]
- 梅尔·布朗特（英语：Mel Blount），4次超级碗冠军，入选职业橄榄球名人堂。
- 达雷尔·格林（英语：Darrell Green），2次超级碗冠军，入选职业橄榄球名人堂。
- 拉里·布朗（英语：Larry Brown (cornerback)），第三十届超级碗最有价值球员，决赛中完成2次抄截。他也是至今最有价值球员得主中唯一一名角卫。[5]
- 钱普·贝利，入选职业橄榄球名人堂。12次入选職業盃，为至今角卫中的最多次数。[6]

## 轶事
从2000年代起，NFL的角卫几乎都由黑人担任。自2002年杰森·塞霍恩转为安全卫起，至2021年特洛伊·阿普克改打角卫，全联盟在19年的时间内没有白人主力角卫。